# 6-Stunden-Rennen von Spa-Francorchamps 2015

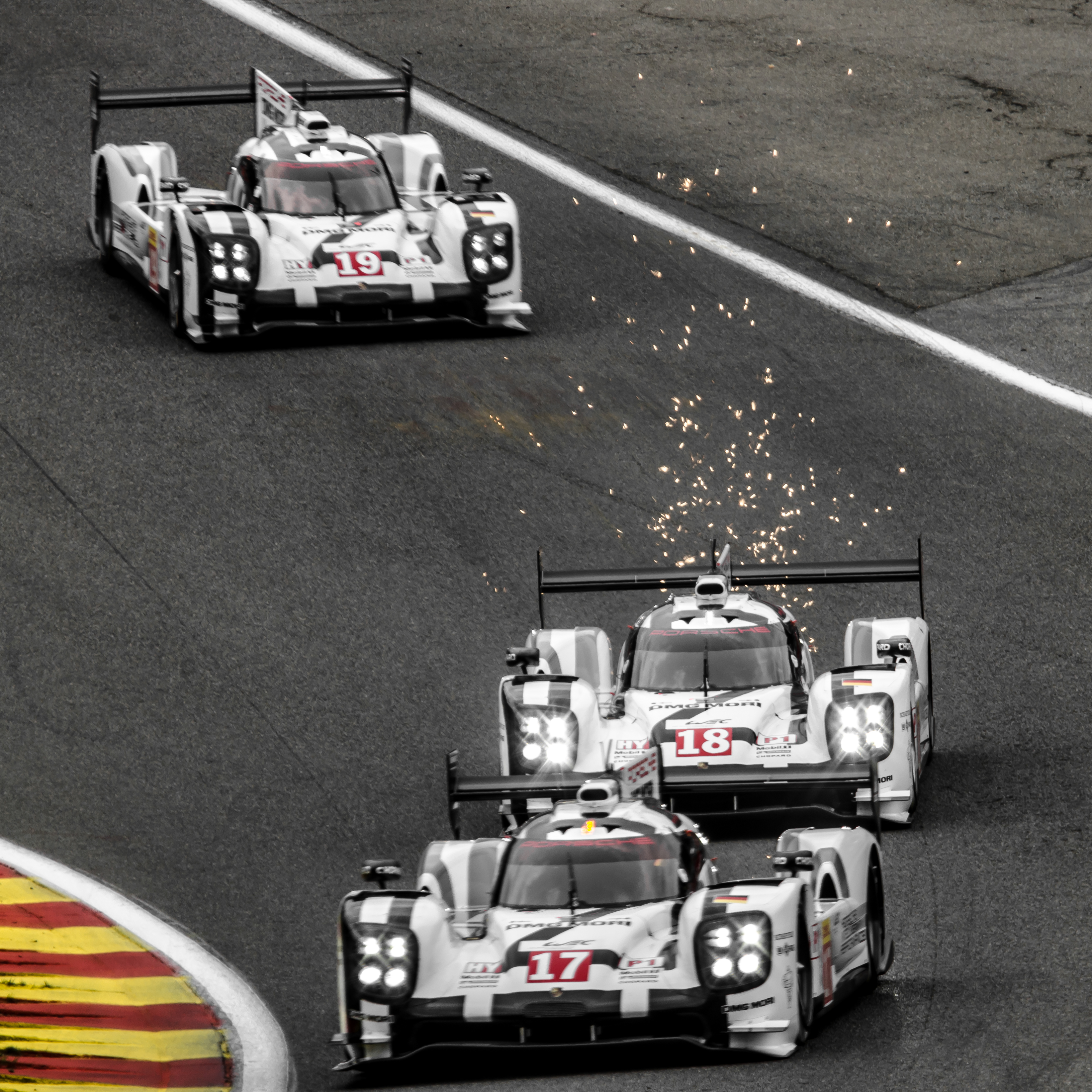
Die drei Werks-Porsche 919 Hybrid während des Rennens

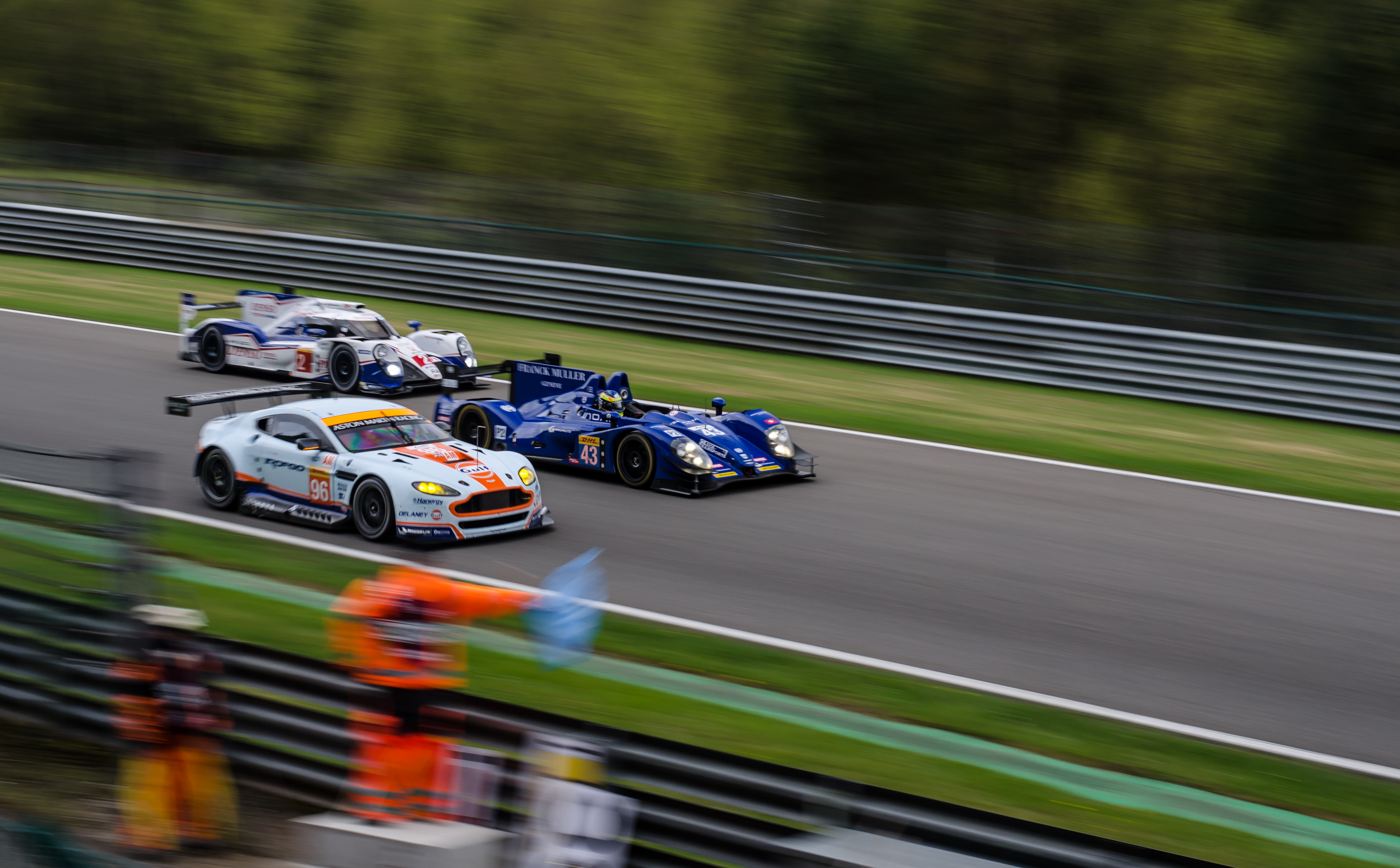
Drei Rennklassen, dadurch gab es immer wieder blaue Flaggen

Das vierte 6-Stunden-Rennen von Spa-Francorchamps, auch WEC 6 Hours of Spa-Francorchamps 2015, fand am 2. Mai 2015 auf dem Circuit de Spa-Francorchamps statt und war der zweite Wertungslauf der FIA-Langstrecken-Weltmeisterschaft dieses Jahres.

## Das Rennen
Das Rennen in Spa war der letzte Wertungslauf vor dem Saisonhöhepunkt der Rennserie, dem 24-Stunden-Rennen von Le Mans. Da die Werksmannschaften von Porsche und Audi in Le Mans jeweils ein drittes Fahrzeug einsetzten, nutzten sie das 6-Stunden-Rennen, um den zusätzlichen Piloten ausreichend Fahrzeit zur Vorbereitung zu geben. Bei Audi fuhren Marco Bonanomi, Filipe Albuquerque und René Rast den dritten Audi R18 E-Tron quattro. Bei Porsche wurde der dritte 919 Hybrid Nico Hülkenberg, Earl Bamber und Nick Tandy anvertraut.
Das Rennen gewann das Audi-Trio André Lotterer/Marcel Fässler/Benoît Tréluyer, das nach einer Fahrzeit von 6:01:08,896 Stunden einen Vorsprung von 13,424 Sekunden auf die Porsche-Fahrer Marc Lieb/Romain Dumas/Neel Jani hatte. Als Gesamtdritte kamen Timo Bernhard, Brendon Hartley und Mark Webber in einem weiteren Porsche ins Ziel. Das Renntempo der Audi und Porsche konnten die Toyota TS040 Hybrid nicht mitfahren. Mit dem Rückstand von drei Runden auf die Gesamtsieger platzierte sich der Beste der beiden an der fünften Stelle. Kazuki Nakajima, der den Toyota mit der Startnummer 1 gemeinsam mit Anthony Davidson und Sébastien Buemi fuhr, konnte nach einem Handbruch im dritten Training nicht am Rennen teilnehmen.

## Ergebnisse

### Schlussklassement
| 1           | LMP1      | 7  | Audi Sport Team Joest     | André Lotterer Marcel Fässler Benoît Tréluyer         | Audi R18 E-Tron quattro  | 176 |
| 2           | LMP1      | 18 | Porsche Team              | Marc Lieb Romain Dumas Neel Jani                      | Porsche 919 Hybrid       | 176 |
| 3           | LMP1      | 17 | Porsche Team              | Timo Bernhard Brendon Hartley Mark Webber             | Porsche 919 Hybrid       | 175 |
| 4           | LMP1      | 9  | Audi Sport Team Joest     | Marco Bonanomi Filipe Albuquerque René Rast           | Audi R18 E-Tron quattro  | 174 |
| 5           | LMP1      | 2  | Toyota Racing             | Alexander Wurz Stéphane Sarrazin Mike Conway          | Toyota TS040 Hybrid      | 173 |
| 6           | LMP1      | 19 | Porsche Team              | Nico Hülkenberg Earl Bamber Nick Tandy                | Porsche 919 Hybrid       | 173 |
| 7           | LMP1      | 8  | Audi Sport Team Joest     | Loïc Duval Lucas di Grassi Oliver Jarvis              | Audi R18 E-Tron quattro  | 168 |
| 8           | LMP1      | 1  | Toyota Racing             | Anthony Davidson Sébastien Buemi                      | Toyota TS040 Hybrid      | 162 |
| 9           | LMP2      | 38 | Jota Sport                | Simon Dolan Harry Tincknell Mitch Evans               | Gibson 015S              | 161 |
| 10          | LMP2      | 28 | G-Drive Racing            | Gustavo Yacamán Ricardo González Luís Felipe Derani   | Ligier JS P2             | 160 |
| 11          | LMP2      | 43 | Team SARD Morand          | Oliver Webb Pierre Ragues Zoël Amberg                 | Morgan LMP2              | 159 |
| 12          | LMP2      | 47 | KCMG                      | Matthew Howson Richard Bradley Nicolas Lapierre       | Oreca 05                 | 159 |
| 13          | LMP2      | 36 | Signatech Alpine          | Nelson Panciatici Paul-Loup Chatin Vincent Capillaire | Alpine A450b             | 159 |
| 14          | LMP2      | 42 | Strakka Racing            | Nick Leventis Jonny Kane Danny Watts                  | Strakka Dome S103        | 156 |
| 15          | LMP2      | 35 | OAK Racing                | Jacques Nicolet Jean-Marc Merlin Érik Maris           | Ligier JS P2             | 152 |
| 16          | LMGTE Pro | 99 | Aston Martin Racing       | Fernando Rees Alex MacDowall Richie Stanaway          | Aston Martin Vantage GTE | 151 |
| 17          | LMGTE Pro | 92 | Porsche Team Manthey      | Richard Lietz Frédéric Makowiecki                     | Porsche 911 RSR          | 151 |
| 18          | LMGTE Pro | 91 | Porsche Team Manthey      | Kévin Estre Sven Müller                               | Porsche 911 RSR          | 151 |
| 19          | LMGTE Pro | 51 | AF Corse                  | Gianmaria Bruni Toni Vilander                         | Ferrari 458 Italia GT2   | 151 |
| 20          | LMGTE Pro | 97 | Aston Martin Racing       | Darren Turner Stefan Mücke Rob Bell                   | Aston Martin Vantage GTE | 150 |
| 21          | LMGTE Pro | 95 | Aston Martin Racing       | Christoffer Nygaard Marco Sørensen                    | Aston Martin Vantage GTE | 150 |
| 22          | LMGTE Pro | 71 | AF Corse                  | Davide Rigon James Calado                             | Ferrari 458 Italia GT2   | 150 |
| 23          | LMP2      | 31 | Extreme Speed Motorsports | Ed Brown Johannes van Overbeek Jon Fogarty            | Ligier JS P2             | 149 |
| 24          | LMGTE AM  | 98 | Aston Martin Racing       | Paul Dalla Lana Pedro Lamy Mathias Lauda              | Aston Martin Vantage GTE | 148 |
| 25          | LMGTE AM  | 83 | AF Corse                  | François Perrodo Emmanuel Collard Rui Águas           | Ferrari 458 Italia GT2   | 148 |
| 26          | LMGTE AM  | 72 | SMP Racing                | Viktor Shaitar Aleksey Basov Andrea Bertolini         | Ferrari 458 Italia GT2   | 147 |
| 27          | LMGTE Am  | 88 | Abu Dhabi-Proton Racing   | Christian Ried Klaus Bachler Khaled Al Qubaisi        | Porsche 911 RSR          | 146 |
| 28          | LMGT Am   | 77 | Dempsey-Proton Racing     | Patrick Dempsey Patrick Long Marco Seefried           | Porsche 911 RSR          | 145 |
| 29          | LMGTE Am  | 96 | Aston Martin Racing       | Roald Goethe Stuart Hall Francesco Castellacci        | Aston Martin Vantage GTE | 138 |
| 30          | LMP2      | 30 | Extreme Speed Motorsports | Scott Sharp Ryan Dalziel David Heinemeier Hansson     | Ligier JS P2             | 134 |
| 31          | LMP2      | 26 | G-Drive Racing            | Roman Rusinov Julien Canal Sam Bird                   | Ligier JS P2             | 124 |
| Ausgefallen |           |    |                           |                                                       |                          |     |
| 37          | LMGTE Am  | 55 | AF Corse                  | Duncan Cameron Alex Mortimer Matt Griffin             | Ferrari 458 Italia GT2   | 128 |
| 38          | LMGTE Am  | 50 | Larbre Compétition        | Gianluca Roda Paolo Ruberti Kristian Poulsen          | Chevrolet Corvette C7.R  | 61  |
| 39          | LMP1      | 4  | Team ByKolles             | Simon Trummer Vitantonio Liuzzi Christian Klien       | CLM P1/01                | 46  |

### Nur in der Meldeliste
Zu diesem Rennen sind keine weiteren Meldungen bekannt.

### Klassensieger
| Klasse    | Fahrer          | Fahrer          | Fahrer          | Fahrzeug                 | Platzierung im Gesamtklassement |
| --------- | --------------- | --------------- | --------------- | ------------------------ | ------------------------------- |
| LMP1      | André Lotterer  | Marcel Fässler  | Benoît Tréluyer | Audi R18 E-Tron quattro  | Gesamtsieg                      |
| LMP2      | Simon Dolan     | Harry Tincknell | Mitch Evans     | Gibson 015S              | Rang 9                          |
| LMGTE Pro | Fernando Rees   | Alex MacDowall  | Richie Stanaway | Aston Martin Vantage GTE | Rang 9                          |
| LMGTE Am  | Paul Dalla Lana | Pedro Lamy      | Matthias Lauda  | Aston Martin Vantage GTE | Rang 24                         |

### Renndaten
- Gemeldet: 39
- Gestartet: 39
- Gewertet: 36
- Rennklassen: 4
- Zuschauer: 59.000
- Wetter am Rennwochenende: wolkig und trocken
- Streckenlänge: 7,004 km
- Fahrzeit des Siegerteams: 6:01:08,896 Stunden
- Runden des Siegerteams: 176
- Distanz des Siegerteams: 1232,704 km
- Siegerschnitt: 204,800 km/h
- Pole Position: Timo Bernhard – Porsche 919 Hybrid (#17) – 1:54,744
- Schnellste Rennrunde: Timo Bernhard – Porsche 919 Hybrid (#17) – 1:57,972 = 213,700 km/h
- Rennserie: 2. Lauf zur FIA-Langstrecken-Weltmeisterschaft 2015